# DJ Peligro
Markos Joel Vásquez Minaya (Lima, 9 de septiembre de 1987), conocido artísticamente como DJ Peligro, es un DJ, productor discográfico y compositor peruano especializado en reguetón y música electrónica. Alcanzó popularidad en varias discotecas de Lima a mediados de 2008. Su consolidación como productor se dio con la canción «Soy soltera y hago lo que quiero» y otras colaboraciones con Tilsa Lozano.

## Carrera musical

### Comodisc-jockey
Vásquez se inició como disc-jockey a la edad de 13 años, tocando en fiestas y eventos. Sin embargo, realizó una pausa desde 2006 hasta 2008, cuando empezó a presentarse en discotecas de mayor nivel y a popularizarse.
Luego de su consolidación, tuvo presencia en emisoras de radio como Radio Moda y Radio La Zona, así como en programas de televisión como Esto es guerra de América.
En septiembre de 2022 fue convocado como uno de los teloneros del concierto de Maluma en Lima, como parte de su gira Papi Juancho Tour. En octubre de 2022 cumplió el mismo rol para el concierto de Daddy Yankee en Lima, de su gira de despedida La Última Vuelta World Tour.

### Como productor
En 2004, comenzó a hacer sus primeras producciones musicales. En 2013 lanzó «Soy soltera y hago lo que quiero», una colaboración que hizo con el grupo de modelos Las Vengadoras y el sello Negro Music Productions, lo que impulsó su notoriedad. El videoclip del tema fue estrenado un año después. Tras conseguir una buena aceptación, produjo otras canciones con Tilsa Lozano, líder integrante de Las Vengadoras. En septiembre de 2014 Peligro y Lozano lanzaron «Soy mucho para ti». En junio de 2015 publicaron «Tú eres una envidiosa», llegando a convertirse en tendencia en YouTube y liderar la lista Viral 50: Perú de Spotify. En diciembre de 2016 lanzaron «Desubicadas». En enero de 2017 estrenó «Amor de verano (Lo que pasa en la playa)» con Tilsa Lozano y Leslie Shaw.
Además, ha realizado colaboraciones con otros artistas, entre las cuales destacan «Candy perreo» (2014) junto a Kazu y DJ Kelvin el Sacamostro; «Ahora mami» (2015) junto a Liam Z, DJ Zanes y Joydil, que cuenta con una remezcla con Feid y Alexa Ferrari; «Ella no quiere novio» (2016) para Grupo 5; y «- hate, + perreo» junto a Zetto y Lonlizzy con Jordi Jauría.
Por otra parte, DJ Peligro también es conocido por sus remezclas relacionadas con la farándula y tendencias de interés nacional e internacional. En 2016 publicó «Yo no fui infiel», tema que recopila frases de un escándalo de infidelidad protagonizado por Guty Carrera y Milett Figueroa. En diciembre de 2019 fue criticado por su remezcla de la canción de protesta feminista «El violador eres tú», por intentar apropiarse de una canción que «ha servido a mujeres para denunciar la violencia de género en distintas partes del mundo». Otros temas son de frases que se popularizaron en los programas de espectáculos como «Cállate o te castigo» de Johanna San Miguel; «Que me deje coja, sino next» de Sheyla Rojas, que se viralizó en TikTok al punto de ser una de las más escuchadas en la plataforma del año 2020; y «La dieta de Melisa, la que te termina y no te avisa» de Susy Díaz, siendo este último ganador de los Premios Ratuja Dorada en la categoría «canción tras ampay». En septiembre de 2022 se volvió tendencia con su remix «Muévete luz verde» de la serie de Netflix El juego del calamar.
Entre 2020 y 2021 lanzó sencillos con temática del confinamiento por la pandemia de COVID-19, tales como «Perreito en cuarentena» junto a Bombotunes y Eli-Bet, «Volvió la cuarentena» junto a DJ Linda y «Vacunatón» con Handa, DJ Towa, Jordi Jauría y Alactus.

## Imagen
En 2016, frente a las críticas a las letras explícitas y denigración a la mujer en el género del reguetón, el programa dominical Cuarto poder realizó un reportaje, en el cual se entrevistó a DJ Peligro, quien sostuvo: «Lamentablemente, la juventud consume eso. Nosotros […] si queremos supervivir en este ambiente tenemos que darle un poco de lo que buscan».

## Discografía
Álbumes de estudio
- 2019: Danger Style

## Premios y nominaciones
| Premios               | Año  | Categoría          | Nominación a                                           | Resultado | Ref.   |
| --------------------- | ---- | ------------------ | ------------------------------------------------------ | --------- | ------ |
| Premios Moda          | 2022 | Disco Moda del año | «Tiktoker»                                             | Nominado  | [ 44 ] |
| Premios Moda          | 2024 | Mejor DJ nacional  | Él mismo                                               | Ganador   | [ 45 ] |
| Premios Ratuja Dorada | 2021 | Canción tras ampay | «La dieta de Melissa, la que te termina y no te avisa» | Ganador   | [ 37 ] |